# Капел Бонанс
Капел Бонанс (фр. Capelle-Bonance) насеље је и општина у јужној Француској у региону Миди Пирене, у департману Аверон која припада префектури Мијо.
По подацима из 2011. године у општини је живело 94 становника, а густина насељености је износила 6,66 становника/km². Општина се простире на површини од 14,12 km². Налази се на средњој надморској висини од 650 метара (максималној 855 m, а минималној 444 m).

## Демографија
| 1962. | 1968. | 1975. | 1982. | 1990. | 1999. | 2011. |
| ----- | ----- | ----- | ----- | ----- | ----- | ----- |
| 187   | 202   | 143   | 139   | 129   | 95    | 94    |

График промене броја становника у току последњих година